# Орто-Арык (Чуйская область)
Орто-Арык (кирг. Орто-Арык) — село в Панфиловском районе Чуйской области Кыргызстана. Входит в состав айылного аймака Курама.

## География
Село расположено в западной части области, на расстоянии приблизительно 6 километров (по прямой) к югу от города Каинды, административного центра района. Абсолютная высота — 908 метров над уровнем моря.

## Население
Согласно оценочным данным Национального статистического комитета Кыргызской Республики, численность населения села на начало 2023 года составляла 951 человек.
| год     | 2009 | 2014 | 2015 | 2020 | 2021 | 2023 |
| ------- | ---- | ---- | ---- | ---- | ---- | ---- |
| человек | 867  | 951  | 902  | 925  | 942  | 951  |